# Génave
Génave é um município da Espanha na província de Jaén, comunidade autónoma da Andaluzia, de área 64 km² com população de 565 habitantes (2006) e densidade populacional de 9,49 hab/km².

## Demografia
| Variação demográfica do município entre 1991 e 2004 | Variação demográfica do município entre 1991 e 2004 | Variação demográfica do município entre 1991 e 2004 | Variação demográfica do município entre 1991 e 2004 |
| --------------------------------------------------- | --------------------------------------------------- | --------------------------------------------------- | --------------------------------------------------- |
| 1991                                                | 1996                                                | 2001                                                | 2004                                                |
| 812                                                 | 720                                                 | 661                                                 | 605                                                 |